# Residenz-Kaufhaus
Das Residenz-Kaufhaus, populär unter dem Akronym ReKa, war ein Warenhaus im Stil der Reformarchitektur in der Dresden-Altstädter Waisenhausstraße 16, an der Ecke zur Prager Straße. Das 1945 ausgebrannte Gebäude wurde 1950/1953 abgebrochen. 1993/1995 wurde das Karstadt-Warenhaus an derselben Stelle errichtet.

## Baugeschichte
Das Residenz-Kaufhaus, das „Reka“, welches als der „erste bedeutende Kaufhausbau in Dresden in Glas und Beton“ galt, wurde 1912 am Beginn der Prager Straße, gegenüber dem Viktoriahaus, nach einem Entwurf des Leipziger Architekten Emil Franz Hänsel erbaut. Seine Gestaltung folgte dem Vorbild des Berliner Warenhauses Wertheim.

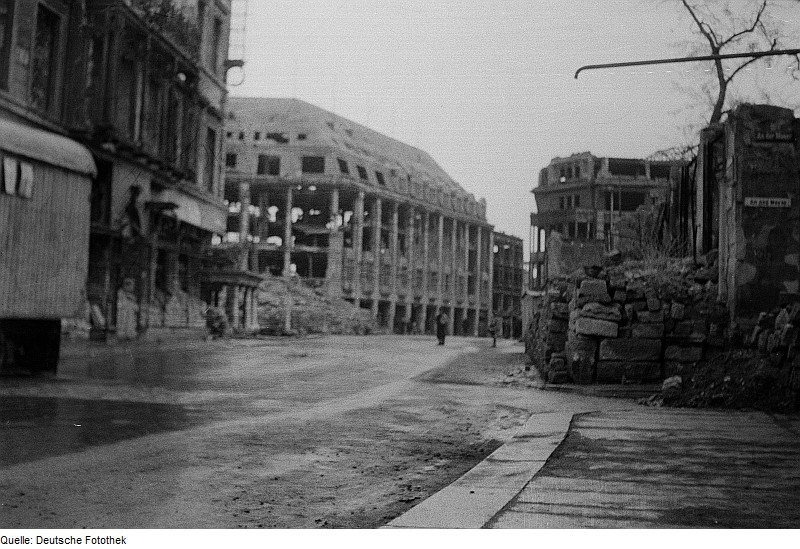
Blick aus der Seestraße auf die Ruine des „Reka“ 1947

Das viergeschossige Gebäude war klar gegliedert durch plastische, senkrecht über mehrere Geschosse reichende Pfeiler aus Beton mit dazwischenliegenden großen Glasflächen. Nur im ersten Obergeschoss wurden zwischen die Pfeiler Erkervorbauten mit dekorativem Schmuck, sogenannte „Fensterkompartimente“, eingeschoben. Dies war eine Reminiszenz an die Dresdner Tradition. Oberhalb des Kranzgesimses, das aus Perlstab, einem leicht ornamentierten Echinus und der Traufrinne bestand, saßen bogenförmig abgeschlossene Zwerchhäuser im Walmdach. Die horizontalen Erkervorbauten und Zwerchhäuser glichen optisch die Vertikalbetonung durch die Pfeiler aus.
Die Innenräume waren in Weiß gehalten, die Decken mit Stuck verziert und die mächtigen Säulen mit Holz verkleidet. Das Gebäude verfügte über drei Fahrstühle, die jeweils zehn Personen fassten.

## Verkaufsräume
Das in der Rechtsform einer GmbH betriebene Warenhaus wurde am Nachmittag des 12. Oktober 1912 eröffnet. Die ca. 500 Angestellten boten sein Sortiment auf vier Etagen in 55 Verkaufsabteilungen an. Die Warenanlieferung erfolgte über eine Einfahrt in der Waisenhausstraße.
Dem neuen Warenhaustrend der damaligen Zeit entsprechend waren sämtliche Artikel durch Preistafeln ausgepreist. Während im Erdgeschoss u. a. Kurzwaren, Herrenartikel sowie Parfümerien und Papierwaren angeboten wurden, konnten in der ersten Etage Damenmoden, Korsetts und Schuhe erworben werden. Ein sehr breites Sortiment bot sich in der zweiten Etage den Kauflustigen dar – es reichte von Sport- und Spielwaren über Bücher, Uhren und Photoartikel bis hin zu elektrischen Artikeln und Gegenständen zur Raumausstattung. Dieses Geschoss beherbergte auch einen Erfrischungsraum. In der obersten Etage war schließlich die ganze Palette an damals erhältlichen Haushaltsartikeln und eine breit gefächerte Lebensmittelabteilung untergebracht, in der neben Kolonialwaren, Fleisch- und Wurstwaren aus einer hauseigenen Fleischerei auch Obst und Gemüse sowie in einem Bassin schwimmende lebende Fische zu haben waren.

## Sonstiges
- Das Kaufhaus findet wiederholt literarische Erwähnung. Der Romanist Victor Klemperer erwähnt in seinen Tagebüchern den Kauf des von dem italienischen Antifaschisten Francesco Fausto Nitti (1899–1974) verfassten Buchs Flucht im „Reka“ Anfang 1933.[5]

- Der Maler Albert Wigand arbeitete zur Sicherung seines Broterwerbs von 1930 bis 1943 im Reka als Schaufensterdekorateur.

- Die Trümmer des Residenz-Kaufhauses wurden im Rahmen der Großflächenenttrümmerung 1950 beräumt,[6] anschließend blieb das Areal eine Grünfläche bis zum Beginn des Kaufhausneubaus des Karstadt-Kaufhauses Anfang der 1990er Jahre. Ein in den Planungen der 1960er Jahre hier vorgesehenes „Haus des Lehrers“, was das Grundstück zumindest tangiert hätte, kam über eine Grundsteinlegung Anfang der 1970er Jahre nicht hinaus, dieser wurde dann wieder verschüttet und 1988 stillschweigend entfernt.